# Lorena da Silva Leite
Lorena da Silva Leite, más conocida como Lorena (Ituverava, Brasil; 6 de mayo de 1987) es una futbolista brasileña que juega de arquera en el Kansas City Current de la National Women's Soccer League de Estados Unidos. Es internacional con la selección de Brasil.

## Selección nacional

### Participaciones en Copa América
| Copa                       | Sede     | Resultado |
| -------------------------- | -------- | --------- |
| Copa América Femenina 2022 | Colombia | Campeona  |
| Copa América Femenina 2025 | Ecuador  | Campeona  |

## Clubes
| Club                | País           | Año             |
| ------------------- | -------------- | --------------- |
| Centro Olímpico     | Brasil         | 2016            |
| Sport Recife        | Brasil         | 2017 - 2018     |
| Grêmio              | Brasil         | 2019 - 2024     |
| Kansas City Current | Estados Unidos | 2025 - presente |

## Palmarés

### Títulos internacionales
| Título                     | Equipo | Sede     | Año  |
| -------------------------- | ------ | -------- | ---- |
| Copa América Femenina      | Brasil | Colombia | 2022 |
| Juegos Olímpicos de Verano | Brasil | París    | 2024 |
| Copa América Femenina      | Brasil | Ecuador  | 2025 |

### Distinciones individuales
| Distinción                          | Año  |
| ----------------------------------- | ---- |
| Mejor arquera Copa América Femenina | 2022 |